# Trachylepis gravenhorstii
Espèce
Synonymes
- Euprepes gravenhorstii Duméril & Bibron, 1839
- Mabuya gravenhorstii (Duméril & Bibron, 1839)
- Euprepes bilineatus Grandidier, 1869

Statut de conservation UICN

 LC  : Préoccupation mineure
Trachylepis gravenhorstii est une espèce de sauriens de la famille des Scincidae.

## Répartition

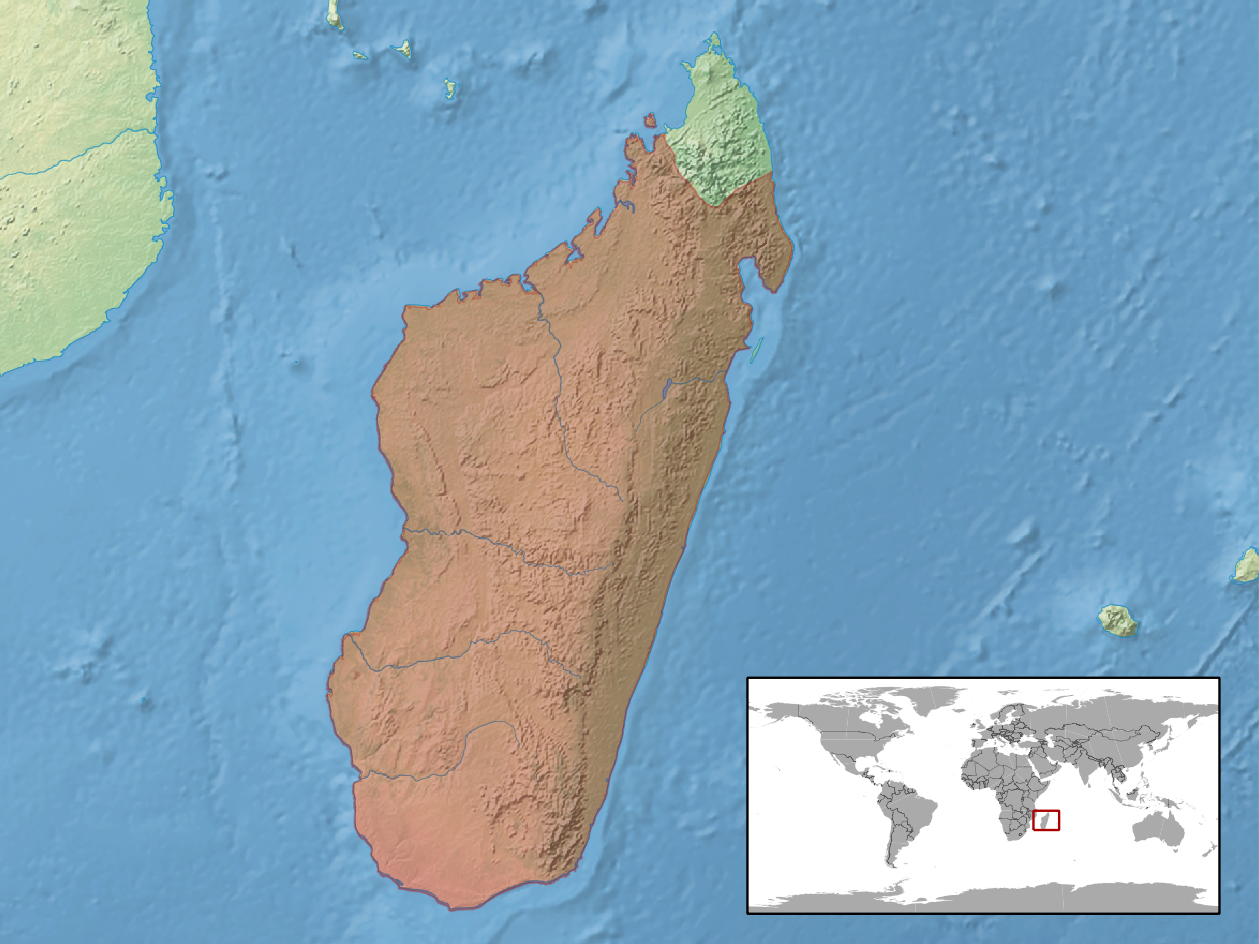
Répartition de l'espèce.

Cette espèce est endémique de Madagascar.

## Étymologie
Cette espèce est nommée en l'honneur de Johann Ludwig Christian Carl Gravenhorst.

## Publication originale
- Duméril & Bibron, 1839 : Erpétologie Générale ou Histoire Naturelle Complète des Reptiles. vol. 5, Roret/Fain et Thunot, Paris, p. 1-871 (texte intégral).